# براد كوستيلو
براد كوستيلو (بالإنجليزية: Brad Costello)‏ هو لاعب كرة قدم أمريكي في مركز راكل ‏، ولد في 24 ديسمبر 1974 في مورستاون ‏ في الولايات المتحدة. لعب مع سينسيناتي بنغالز.